# Acalypha carthagenensis
Acalypha carthagenensis é uma espécie de flor do gênero Acalypha, pertencente à família Euphorbiaceae.